# 31P/Швассмана — Вахмана
Комета Швассмана — Вахмана 2 (31P/Schwassmann-Wachmann) — короткопериодическая комета из семейства Юпитера, которую открыли 17 января 1929 года немецкие астрономы Арнольд Швассман и Арно Артур Вахман в Гамбурской обсерватории, когда она медленно двигалась по созвездию Возничего. Они описали её как диффузный объект 11,0 m. Комета обладает довольно коротким периодом обращения вокруг Солнца — чуть более 8,7 года.

Орбита кометы Швассмана — Вахмана 2 и её положение в Солнечной системе

Интересно, что вскоре после того как было объявлено об открытии, комета была найдена и на фотоснимках других обсерваторий, многие из которых были сделаны даже раньше 17 января: обсерватория Йорка — 4, 7 и 12 января, Гарвардской обсерватории — 9 и 19 декабря, а также Токийской обсерватории — 8 и 19 декабря. Также в 1929 году американская астроном Энн Янг идентифицировала комету с объектом, ранее ошибочно считавшимся малой планетой «Аделаида» (A904 EB).

## История наблюдений
Комета медленно угасала по мере приближения к Солнцу и удаления от Земли, пока после 6 июня при магнитуде 14,5 m не была потеряна окончательно. Ещё 21 января было установлено, что комета является короткопериодической, а чуть позже удалось уточнить и её период обращения 6,43 года. Следующее возвращение в 1935 году обещало быть неблагоприятным для наблюдения. Тем не менее, поиски кометы были предприняты и даже увенчались успехом. Комета была восстановлена 11 декабря 1934 года бельгийским астрономом ван Бисбруком с магнитудой 16,5 m. Поправка к прогнозируемой дате перигелия составила -2,6 суток.
Комету видели при каждом её последующем появлении, причём часто она достигала 13 m величины, а иногда становилась ярче 12 m, как в 1942 и 1981 годах. В 1973 году Л. Кресак предположил, что комету, вероятно, можно увидеть на всей протяжённости её орбиты и поэтому классифицировать как ежегодную комету. Но предпринятые в декабре 1977 года попытки найти комету, когда она проходила через афелий, потерпели неудачу, и комета была найдена лишь 14 декабря 1979 года. Несмотря на неудачу, это было самой ранней датой обнаружения кометы. Поэтому попытки найти её вблизи афелия решено было продолжить и на следующем витке. Хотя комета до сих пор так и не была замечена в афелии, в 1991 году астрономы подошли к этому достижению ближе, чем когда-либо прежде. В тот год 12 сентября телескоп обсерватории Китт-Пик обнаружил комету, почти через год после прохождения афелия, за 865 дней до пролёта перигелия.

## Сближение с планетами
В XX веке комета дважды сближалась с Юпитером, что каждый раз вызывало серьёзные изменения её орбиты. В XXI веке ожидается ещё одно такое сближение.
- 0,18 а. е. от Юпитера 22 марта 1926 года (способствовало открытию кометы);
  - уменьшение расстояния перигелия от 3,56 а. е. до 2,09 а. е.;
  - уменьшение орбитального периода с 9,29 до 6,42 лет;
- 0,25 а. е. от Юпитера 18 марта 1997 года;
  - увеличение расстояния перигелия с 2,07 а. е. до 3,41 а. е.;
  - увеличение орбитального периода с 6,39 до 8,72 лет;
- 0,84 а. е. от Юпитера 28 ноября 2033 года;
  - уменьшение расстояния перигелия с 3,41 а. е. до 2,90 а. е.;
  - уменьшение орбитального периода с 8,70 до 7,76 года.